# Constitución Política de Bolivia de 1826
La Constitución Política de Bolivia de 1826,  conocida también como Constitución Bolivariana, fue el primer texto constitucional elaborado por Simón Bolívar, sancionado por el Congreso General Constituyente el 6 de noviembre de 1826 y promulgado por Antonio José de Sucre el 19 de noviembre del mismo año.

## Antecedentes

### Primeras leyes constitucionales
El Acta de la Independencia del 6 de agosto de 1825 y las Leyes del 13 de agosto del mismo año y del 19 de junio de 1826, constituyen en Bolivia las primeras leyes constitucionales.
==== Ley Constitucional de División de Poderes del 13 de agosto de 1825 = de la República, también conocida como Ley de División de Poderes de la República Representativa de Bolívar, fue elaborada por José María Mendizábal, Eusebio Gutiérrez y Manuel María Urcullo como un Proyecto de Constitución con siete artículos de los que se aprobaron sólo tres el 13 de agosto de 1825 por la Asamblea General de la República de Bolívar declarando la forma de gobierno de la República y la división de Poderes.
{{cita|1. El Estado del Alto-Perú se declara, en su forma de gobierno, representativo republicana. Este gobierno es concentrado, general y uno, para toda la República, y sus

## Elaboración
- 20 de agosto de 1825: En sesión secreta, la Asamblea Deliberante decide solicitar a Simón Bolívar una Constitución.

- 3 de septiembre de 1825: Simón Bolívar llega a Chuquisaca e inicia el Proyecto de la Constitución.

- 6 de octubre de 1825: Mediante Decreto, se disuelve la Asamblea General Deliberante y se convoca a una Asamblea Constituyente para 1826.

- 25 de mayo de 1826: Desde Lima, Bolívar envía el Proyecto de la Constitución.

- 14 de junio de 1826: El Proyecto de la Constitución llega a la nueva República.

- 12 de julio de 1826: La Comisión de Negocios Constitucionales presenta su informe y la Asamblea Constituyente reunida en Chuquisaca inicia la discusión del Proyecto de la Constitución.

- 6 de noviembre de 1826: La Asamblea Constituyente sanciona la Constitución.

- 19 de noviembre de 1826: El Presidente Antonio José de Sucre promulga la primera Constitución boliviana.

## Estructura
La Constitución de 1826 constaba de 11 Títulos, 24 Capítulos y 157 Artículos.

### Preámbulo
Los capítulos de la Constitución que enumeraban los derechos individuales y sus respectivas garantías formaban la parte dogmática de la Constitución y los capítulos relativos a los poderes públicos y su distribución constituían la parte orgánica del texto boliviano.

### Parte orgánica

#### Poder Legislativo
Compuesto por tres Cámaras: la Cámara de Tribunos, la Cámara de Senadores y la Cámara de Censores, componiéndose cada Cámara con veinte miembros.

#### Poder Ejecutivo
Ejercido a través del Presidente de la República, el Vicepresidente y tres Ministros: Ministro del Interior y Relaciones Exteriores, Ministro de Hacienda y Ministro de Guerra y Marina.

#### Poder Judicial
La Corte Suprema de Justicia con un 
Presidente, seis vocales y un fiscal.

#### Poder Electoral
Labores comunes de los tribunales electorales suelen ser el arbitraje de los procesos electorales cerciorándose de la igualdad de condiciones de los partidos participantes y de la pureza del sufragio, combatir el fraude electoral, atender las denuncias, impugnaciones y recursos interpuestos por los diversos actores del proceso, emitir resoluciones electorales, reglamentar el proceso, supervisar la conformación de los partidos políticos y la inscripción de candidatos, así como usualmente llevar el registro de los partidos vigentes, declarar el inicio de la campaña, sancionar y multar las infracciones a la Ley Electoral,456 realizar el conteo de votos, declarar a los ganadores, anunciarlos y emitir las credenciales.
Dependientes de la Corte Suprema de Justicia existían las Cortes de Distrito Judicial en cada capital de departamento, con un Presidente y varios vocales en número variable. Los Juzgados individuales eran los de Letras y de Paz.

## Vigencia
La Constitución Bolivariana cayó en desuso posterior a una campaña contra la Presidencia de Antonio José de Sucre, después del motín del 18 de abril de 1828 en Chuquisaca.
Estuvo vigente hasta el 14 de agosto de 1831, fecha en que se promulgó la reforma constitucional durante la Presidencia de Andrés de Santa Cruz y Calahumana.